# Rafael Olarra
Rafael Andrés Olarra Guerrero (Santiago del Cile, 26 maggio 1978) è un ex calciatore cileno, di ruolo difensore.